# Vinalesa
Vinalesa es una localidad y municipio español situado en la parte suroccidental de la comarca de la Huerta Norte, en la provincia de Valencia, Comunidad Valenciana. Su población es de 3531 habitantes (INE 2024).

## Toponimia
El topónimo Vinalesa proviene del árabe Ben Aleza, aunque el sufijo -esa es de probable origen prerromano.

## Geografía

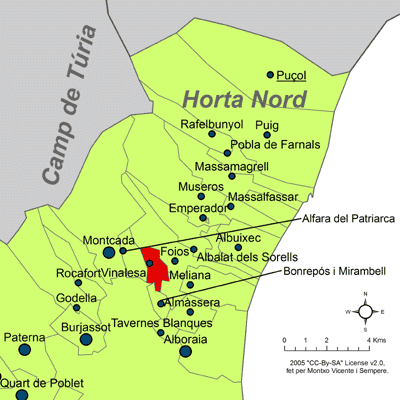
Extensión del municipio en la comarca

El término municipal, de 1,5 km², está situado en la Huerta de Valencia, a la izquierda del barranco del Carraixet. Todo el término, a excepción de dicho barranco, es prácticamente plano, con una altitud media de 14 m s. n. m. Está, además, atravesado en su parte norte por la acequia de Moncada, que cruza el barranco gracias a un sifón. Aparte del núcleo urbano, Vinalesa posee algunas casas diseminadas.
Localidades limítrofes
|                                                    | Norte: Foyos              |                                          |
| Oeste: Alfara del Patriarca, Benifaraig (Valencia) |                           | Este: Foyos, Casas de Bárcena (Valencia) |
|                                                    | Sur: Bonrepós y Mirambell |                                          |

El término municipal tiene una extensión de 159 ha. En la actualidad, 137 ha corresponden a suelo rústico dedicado a la agricultura de regadío. El suelo urbano está ocupado por 22,4 ha lo que supone el 14,4 % del total del término.
El clima de Vinalesa pertenece al tipo mediterráneo, con temperaturas suaves en invierno y calurosas en verano. Las precipitaciones son escasas dándose lluvias de fuerte intensidad horaria en primavera y otoño. Tiene una temperatura media de 17,3 °C.

## Historia
Vinalesa tiene su origen en una alquería andalusí que Jaime I tomó en 1238, en condición de aldea de Foyos. Durante el siglo XIV era propiedad de Francesc Matoses y, aunque fue confiscada por la Corona, Na Castellana, esposa del antiguo señor, logró comprarla. Comoquiera que fuese, a finales del siglo XIV el señorío lo ejercía Joan Benet, ciudadano de Valencia. En 1455 pasó a manos de Gabriel García y fue después de su hija, Na Violant. En 1539 pasó a manos de Francesc Joan y en 1602 a las de Lluís Sorell. El último en ejercer el señorío fue la Cartuja de Valldecrist, a cuyas manos llegó en 1641.

## Demografía
Vinalesa cuenta con una población de 3531 habitantes (INE 2024).
| Gráfica de evolución demográfica de Vinalesa entre 1842 y 2021                                                      |
| |
| Población de derecho según los censos de población del INE Población de hecho según los censos de población del INE |

En 1455 Vinalesa contaba con unas 32 casas, que en 1539 eran 30 y habían aumentado a 50 en 1602. En 1713 Vinalesa no pasaba de aquellas 50 familias, aunque en 1787 ya había 691 personas, y 1165 en 1877. En 1930 sobrepasaba ya los 1870 habitantes, 2062 en 1960, 2414 en 1981 y 2222 en 1991. Contaba con una población censada de 3123 habitantes en 2009 (INE).

### Urbanismo

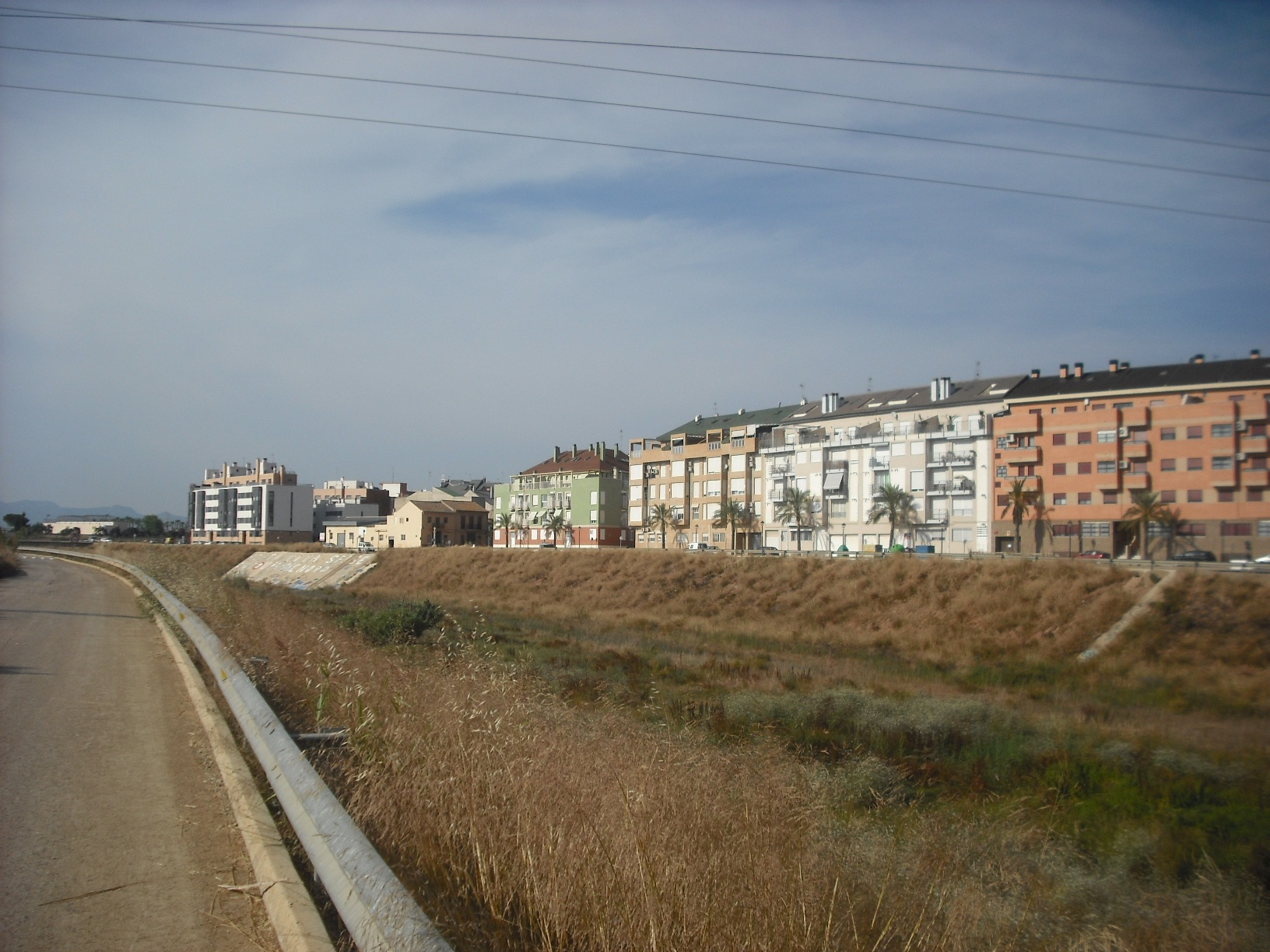
Vista de Vinalesa desde el Carraixet.

El núcleo urbano se desarrolló aproximadamente a mitad de camino entre la antigua carretera de Barcelona (N-340) al este y Moncada al oeste. La configuración del espacio construido depende de tres factores: el barranco del Carraixet –límite sur–, la carretera de Meliana a Moncada –o calle Mayor–, y la Acequia Real de Moncada. Vinalesa traza, de norte a sur, un medio arco abierto que nace en el Carraixet y finaliza en el mismo barranco. Es por eso que no ha sido posible un crecimiento lineal del pueblo más allá de los límites tradicionales. El núcleo más antiguo se encuentra situado alrededor de la iglesia de San Honorato y del antiguo y ya desaparecido castillo. El ensanche se produjo hacia el norte, con el barrio de Gafaüt, que se sitúa entre la acequia de Montcada y la ermita de Santa Bárbara.

## Economía
La agricultura es relativamente importante, y en 2001 concentraba a un 6,5 % de la población activa. En 1997 estaban cultivadas 109 ha, predominando las hortalizas (42 ha), las patatas (21 ha) y los cítricos (45 ha).
Vinalesa albergó una de las primeras fábricas de la Comunidad Valenciana, y esa tradición siguió en la década de 1930 con la instalación de diversas fábricas de ladrillos. Pese a todo, la industria solo ocupaba al 33,5 % de la población en 2003. Los ramos más destacados son el alimentario, manufacturados de plásticos, industrias del papel y textil. El sector más importante es el servicios, con un 60 % de activos ese mismo año.

### Comunicaciones
El término de Vinalesa está atravesado por la CV-304, que enlaza al sur con la CV-300 en Meliana y, al norte, con la CV-315 (camino de Moncada), en Alfara del Patriarca.

## Política y gobierno

### Composición de la corporación municipal
El Ayuntamiento de Vinalesa está compuesto por 11 concejales:
- 5 del PP
- 5 del PSPV-PSOE
- 1 de Compromís.

| Periodo   | Nombre                                                           | Partido       |
| --------- | ---------------------------------------------------------------- | ------------- |
| 1979-1983 | Felipe Navarro Fuster                                            | Independiente |
| 1983-1987 | Felipe Navarro Fuster                                            | AP            |
| 1987-1991 | Mª Rosario Resurrección                                          | UV            |
| 1991-1995 | Rafael Pardo                                                     | PP            |
| 1995-1999 | Rafael Pardo                                                     | PP            |
| 1999-2003 | Julio Martínez Blat                                              | PSPV-PSOE     |
| 2003-2007 | Julio Martínez Blat                                              | PSPV-PSOE     |
| 2007-2011 | Julio Martínez Blat                                              | PSPV-PSOE     |
| 2011-2015 | Julio Martínez Blat                                              | PSPV-PSOE     |
| 2015-2019 | Julio Martínez Blat (2015-2017) Alba Cataluña Peydró (2017-2019) | PSPV-PSOE     |
| 2019-2023 | Javier Puchol Ruiz                                               | PSPV-PSOE     |
| 2023-act. | Javier Puchol Ruiz                                               | PSPV-PSOE     |

### Vigente
El 13 de julio de 2015 fue elegido alcalde del municipio Julio César Martínez Blat (PSPV-PSOE) con los votos de los concejales de PSPV y de Compromís.
Debido al fallecimiento de Julio C. Martínez Blat, desde junio de 2017 ejerce el cargo de alcaldesa en funciones Alba Cataluña Peydro.
El 15 de junio de 2019 fue elegido alcalde del municipio Francisco Javier Puchol Ruiz (PSPV-PSOE) con los votos de los concejales de PSPV y de Compromís.

## Patrimonio

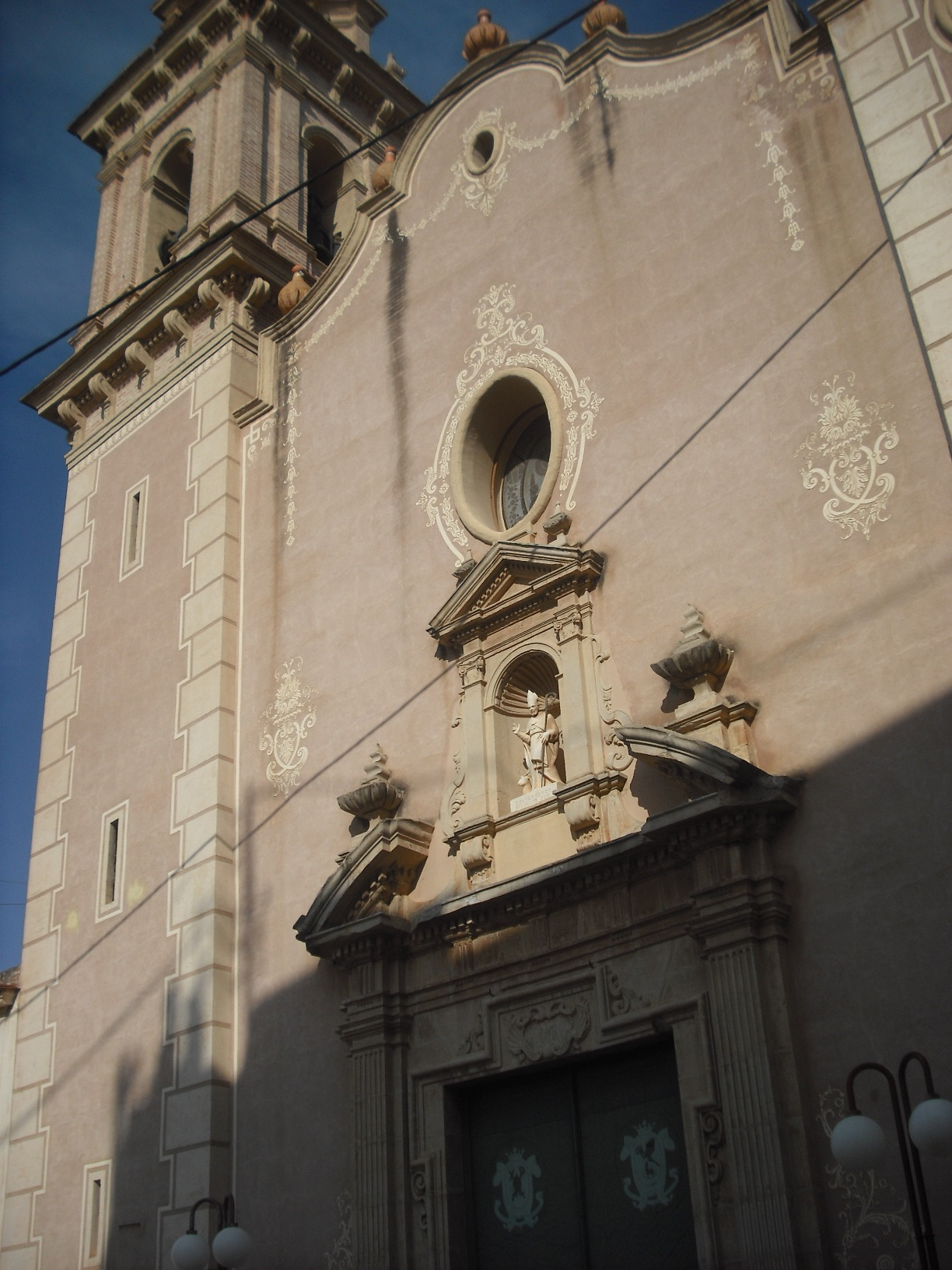
Iglesia de Sant Honorat
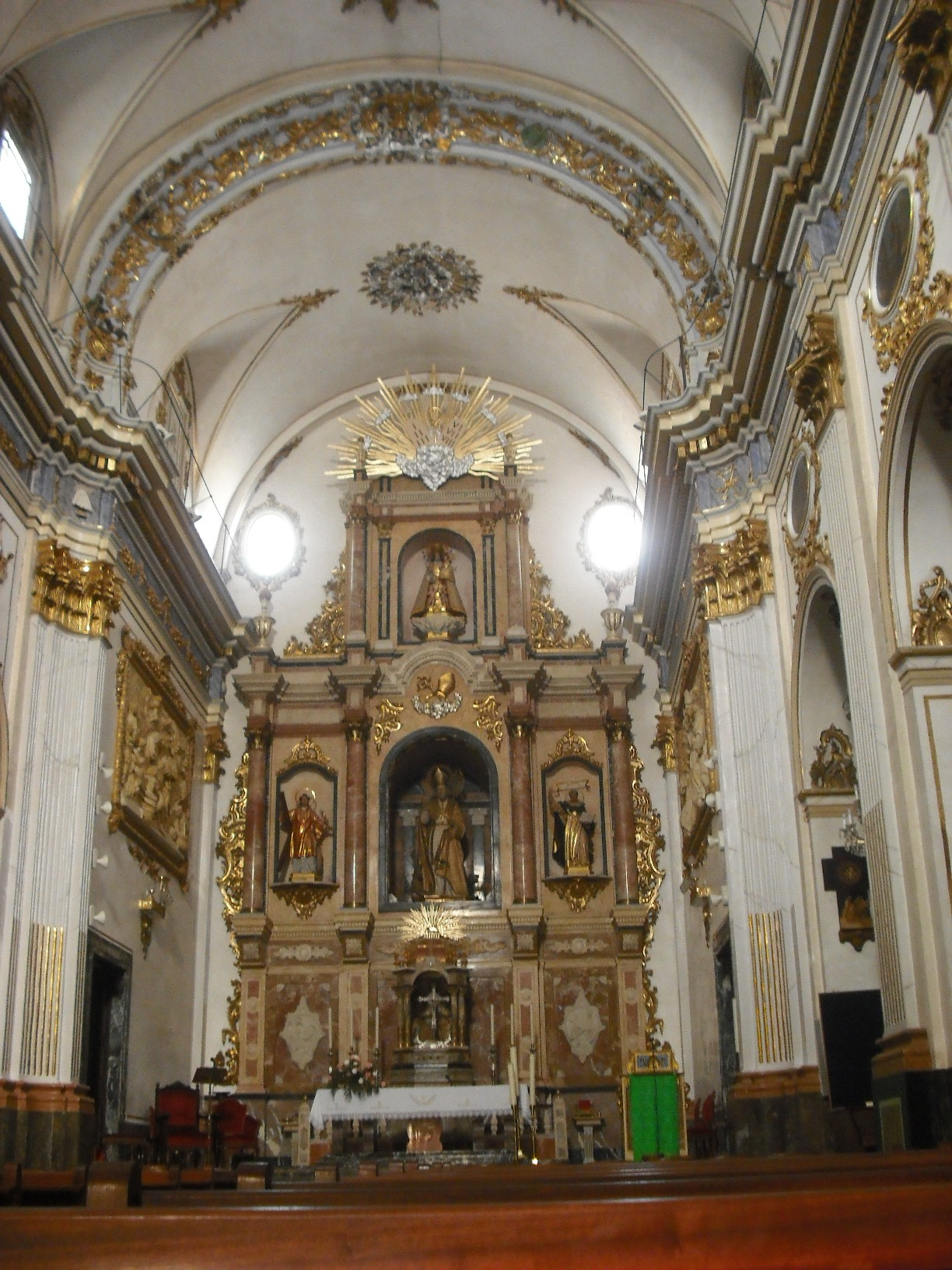
Altar mayor de la iglesia de San Honorat
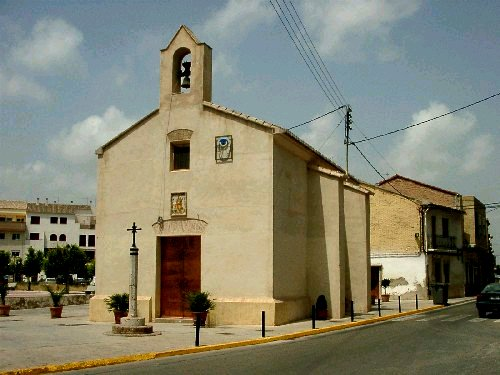
Ermita de Santa Barbara
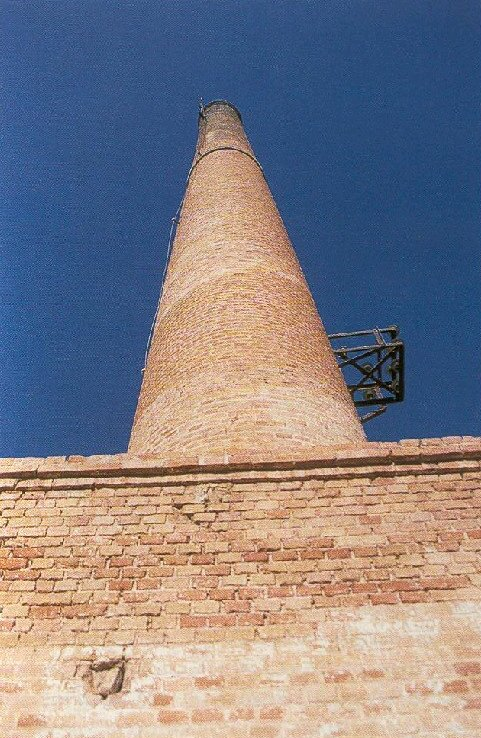
Chimenea de la Antigua Fábrica de la Seda
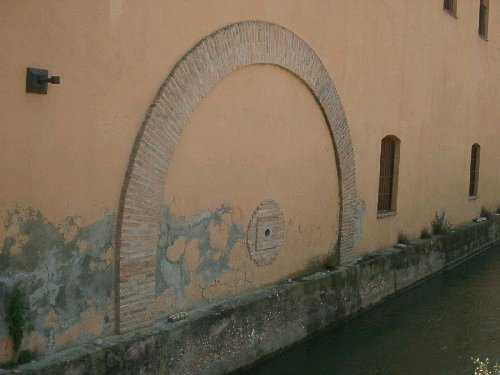
Ruinas de la rueda de la Fábrica de la Seda, en la Acequia Real de Moncada.
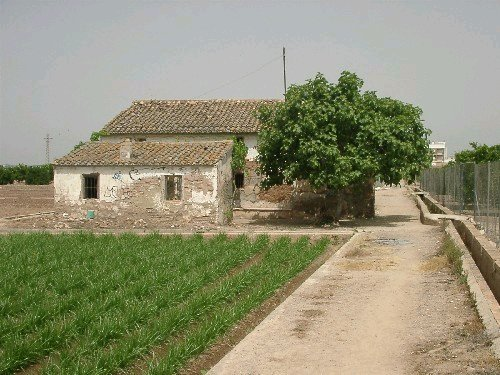
Alquería de Pèls
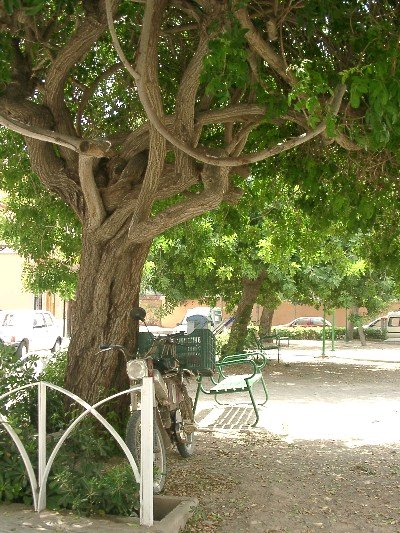
Dehesa.

### Patrimonio arquitectónico
- Iglesia de San Honorato (Església de Sant Honorat): Se levantó en 1799 en estilo neoclásico con elementos barrocos.[2] El edificio, de tres naves y dos torres, se abre a una estrecha plaza sobre la calle mayor. Se restauró en 1939 y ha sido objeto de obras de consolidación a principios del siglo XXI.[2]
- Ermita de Santa Bárbara (Ermita de Santa Bàrbara): El edificio, construido a mediados o finales del siglo XVIII, es pequeño y de planta rectangular.[2] En su interior tiene una nave única, y, al exterior, la fachada, con remate de frontón, luce una espadaña en el vértice y una ventana cuadrada sobre un linde recto.
- Antigua fábrica de la seda: La fundó el francés Joseph Lapayesse en 1770 y utilizaba la fuerza motriz del agua de la acequia de Moncada a través de una noria.[2] La fábrica fue propiedad de Combe y Cía. en 1821, que introdujeron una máquina de vapor para calentar el agua. Reformada y reutilizada por la familia Trénor a mediados del siglo XIX, estos instalaron las primeras máquinas de vapor de 16 caballos para impulsar las máquinas y levantaron una alta chimenea que situaron en el medio de la fábrica. Produjo seda y, posteriormente, yute y sacos. Hoy, abandonada su función fabril, es centro social y municipal.[2]
- Escuelas viejas: Están formadas por dos naves rectangulares e idénticas en estilo modernista con muros de mampostería y cubierta de teja árabe.[cita requerida]
- Alquerías: Son un ejemplo de la arquitectura tradicional. Las alquerías inventariadas en Vinalesa, todas ellas de propiedad privada, tienen unas características arquitectónicas comunes y están orientadas hacia levante para aprovechar la brisa del mar y la luz del sol. Son las siguientes: Alquería de Pèls, Alquería del Sereno, Alquería del Picó y Alquería del Naso.[cita requerida]

### Patrimonio natural
- Dehesa (Devesa): Es un paraje formado por un paseo y un área natural cuyo símbolo es el Pino de la Dehesa (Pi de la Devesa). En su origen había una casa de cultivo y ocio conocida popularmente con el nombre de la Devesa y que constaba de una vivienda, caballerizas, un pequeño jardín y una huerta adjunta que se extendía aproximadamente desde la plaza de la ermita de Santa Bárbara hasta el anillo de la Real Acequia de Moncada.[cita requerida]

## Cultura

### Fiestas

#### Patronales
Las fiestas patronales se celebran cada año en el mes de octubre, desde principios de mes hasta el día 14.
- Fiesta de la Virgen del Pilar (Els Pilarics): se celebra cada 12 de octubre. Este día se celebra el día de las paellas, donde grupos de amigos y familias se juntan para preparar y comer la paella. Previamente el día 11 por la tarde, se realiza el traslado de la Virgen, desde la iglesia hasta la casa del pilaric major.[11]
- Santa Bárbara, se celebra cada 13 de octubre. Previamente el día 12 por la tarde, se realiza el traslado de la Santa, desde la ermita hasta la casa del clavari major.[11]
- San Honorato (Sant Honorat): Es el santo patrón del municipio y sus fiestas se celebran dos veces al año: el 16 de enero y el 14 de octubre, celebrando procesiones con el Santo, acompañados de todos los demás Santos y Vírgenes del pueblo, junto con sus festeros, clavarios y su Corte de Honor. El día 14 de octubre es tradicional realizar las calderas en la plaza del Castell, para el disfrute de todo el pueblo. Previamente el día 13 de octubre por la tarde, se realiza el traslado del Santo, desde la iglesia hasta la casa del fester major, acompañado con cant d'albades.[11]

#### Otras
- San Antonio Abad (Sant Antoni Abat): Se celebra el tercer fin de semana de febrero y se realiza la bendición de los animales con regalos a sus propietarios.[11]
- Fallas (Falles): Se plantan dos fallas en la localidad durante el mes de marzo, una en la calle La Paz y la otra en la plaza de Gafaüt. Esta última está hecha de forma artesanal, ya que es la gente de la falla la que hace los ninots y el monumento.[11]
- Fiesta del 9 de octubre: Día de la Comunidad Valenciana se celebra durante el trascurso de las fiestas patronales, este día es tradición comer caldera.[11]
- Encierro taurino (Bous al carrer): Se celebra en el mes de octubre en las calles de la localidad.[11]
- Fiestas deportivas: se suelen celebrar entre el mes de septiembre y el mes de octubre, como las partidas de frontón, partidas de pelota valenciana, partidas de galotxa, día de la bici, carreras comunes, trofeos de baloncesto, trofeos de fútbol, trofeos de pádel, entre otros.[11]

## Gastronomía

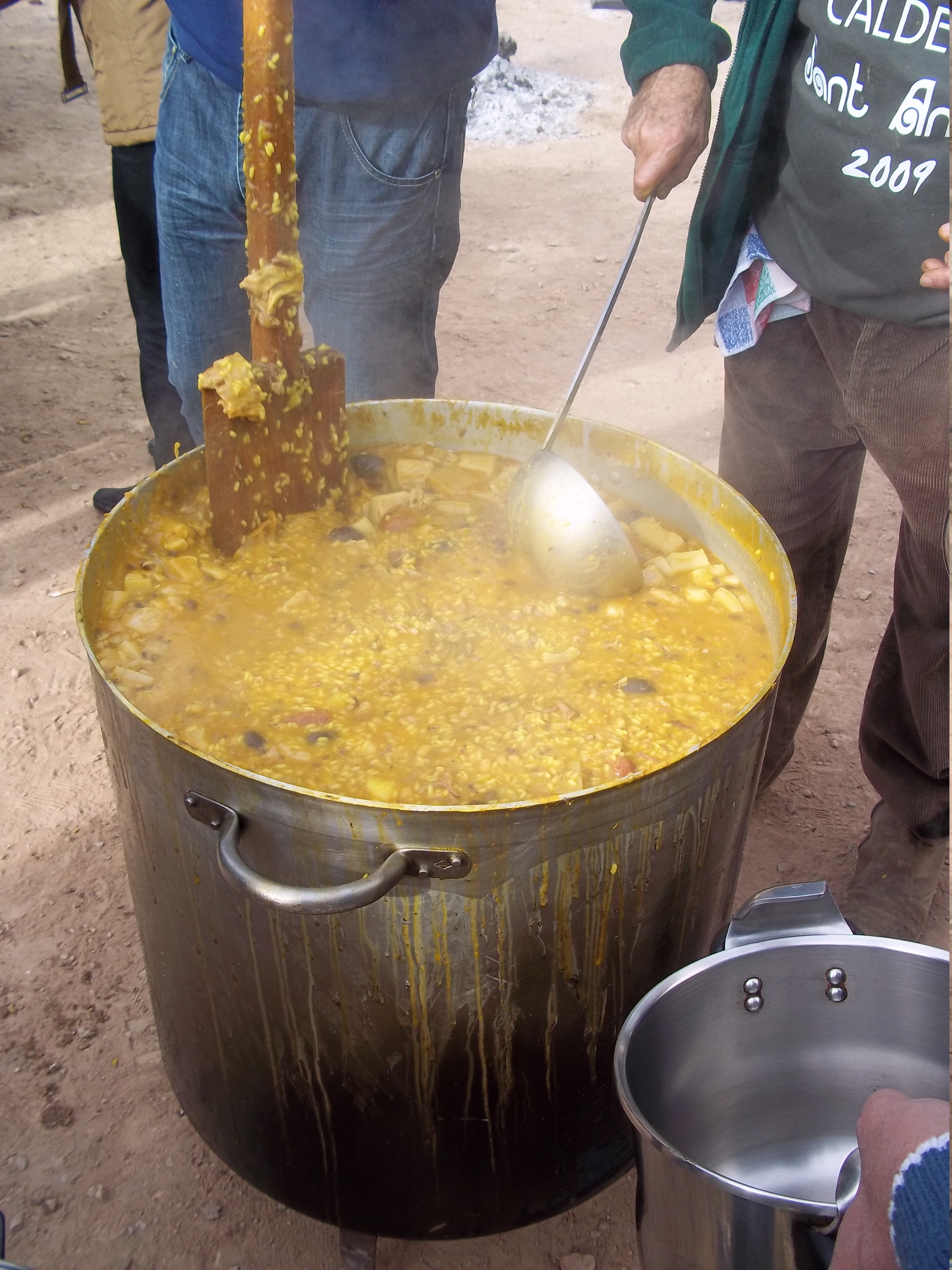
Caldera.

La gastronomía del municipio tiene una gran autenticidad. Aparte, de todos los platos valencianos que elaboran, como todas las modalidades de arroz y hortalizas hay unos cuantos comidas autóctonas y propios de Vinalesa.
- Caldera. Es un plato con mucha tradición histórica y posiblemente Vinalesa fue el primer pueblo donde se empezaron a hacer. En sus orígenes era la comida que se repartía para los pobres. Actualmente, se ha convertido en todo un ritual. La elaboración del plato es bastante costosa, ya que los cocineros comienzan de buena mañana a hacerlas. La tarde anterior un grupo de mujeres llamadas las “peladoras”, se dedican a pelar todas las verduras necesarias para hacer las calderas. Normalmente, se suelen hacer quince o dieciséis calderas. El nombre corresponde al utensilio que se utiliza para cocerlas que, como el nombre dice, es una gran caldera. El plato se llama verdaderamente, arroz con alubias y nabos, que son los ingredientes básicos. Además, también lleva patata, penca, carne de cordero y huesos, carne de cerdo y tocino. Cualquier persona está invitada a probar este plato tan sabroso y se pueden acercar a Vinalesa el 9, 13 y 14 de octubre para ver el espectáculo que se forma durante el repartimiento de este plato.
- Coques Cristines. Es un dulce típico de Vinalesa hecho a base de almendra y azúcar en forma de torta. Se puede encontrar en los hornos de la localidad.
- Monas. Son un dulce típico que se come para merendar los días de Pascua. Está hecho de pasta de pan con azúcar, y lleva por encima anisetes y en el medio un huevo duro de colores. Adoptan las formas más diversas desde animales hasta instrumentos musicales. Se pueden encontrar en los hornos de la localidad.
- Coca con sal. Es una tarta redonda de pasta de pan crujiente con mantequilla y sal por encima. Es una buena opción para almorzar y se puede encontrar en los hornos de la localidad.